# 长歌行 (乐府诗集)
《长歌行》收录于《乐府诗集》，是一首汉朝乐府裏的一首诗。一般认为，本诗采用比兴手法，劝勉读者珍惜时光；也有本诗劝人及时行乐的说法。

## 创作背景
乐府是自秦朝以降所设立的政府音乐机构，其职责除了将文人歌颂君王的诗配乐演唱外，还负责采集民间诗歌。汉武帝刘彻时期，乐府得以规模化，辑取了题材广泛、数量繁多的民间诗歌作品。
长歌行，属乐府相和歌平调七曲之一，曲已经丢失，歌辞留世近十首。其中包括古辞三首，魏明帝曹叡、傅玄、陆机、谢灵运、南朝梁元帝各一首，沈约两首，唐朝李白、王昌龄各一首。

## 相关评介
本诗主旨句是“少壮不努力，老大徒伤悲！”，相关评价也多由此引发。
较多观点指出，本诗实际上是一首劝人上进的诗歌。例如，《文选》卷二十七裡，刘良注释说，本诗抒发了应该尽早建功立业，不要等到后来再后悔的观点。而陈祚明的《采菽堂古诗选》卷二则直接称本诗是“劝学之语，千古至言。”
但唐代吴兢在《乐府古题要解》中给出了不同观点，即本诗实际抒发了人生苦短、我們要及时行乐的思想。

## 参阅
- . 阴山学刊. 2018, (04). doi:10.13388/j.cnki.ysaj.2018.04.002.